# Exetastes angustoralis
Exetastes angustoralis là một loài tò vò trong họ Ichneumonidae.